# Mellicta veronicae
Mellicta veronicae är en fjärilsart som beskrevs av Dorfmeister 1853. Mellicta veronicae ingår i släktet Mellicta och familjen praktfjärilar. Inga underarter finns listade i Catalogue of Life.